# Pokémon Music Collective
『Pokémon Music Collective』は、2022年9月より発表されている、ゲーム『ポケットモンスター』のBGMを使用した音楽プロジェクト。2023年9月27日には同名のコンピレーションEPがユニバーサルミュージックより発売されている。

## 制作
『ポケットモンスター』シリーズのゲームサウンドをもとに新たな音楽を制作するプロジェクトとして、第1弾となるimaseの「うたう」を皮切りとして2022年9月に開始された。
プロジェクトのリーダーである、ポケモンの片上秀長は、2021年11月に発売された『Pokémon 25: ザ・アルバム』収録のYaffleの楽曲「Reconnect」「Grown」が、同アルバム内でも上位に入るほど再生回数が多いことに気づく。同楽曲はゲーム音楽をサンプリングして制作されており、その曲に対して「懐かしい」と感じるファンが多くいたことから、ゲームサウンドを利用した本プロジェクトをユニバーサルミュージックと共同で発足させた。

## CDリリース
通常盤（UICE-4003）とBlu-ray付初回限定盤（UICE-9111）の2形態で発売。カバージャケットにはロジャース歌乃が起用されている。

## 収録内容
| #         | タイトル           | 作詞・作曲                                                                | 編曲                       | アーティスト                 | 時間  |
| --------- | ------------------ | ------------------------------------------------------------------------- | -------------------------- | ---------------------------- | ----- |
| 1.        | 「うたう」         | imase Pokémon Music Collective（作詞）                                    | HANO、7M                   | imase                        | 3:09  |
| 2.        | 「One and Only」   | Lee Won Jong、Jacob Aaron、Noerio、THE HUB 88、Jeon Ji Eun、JADE.J、danke |                            | ENHYPEN                      | 2:48  |
| 3.        | 「1999」           | Michael Kaneko                                                            | Michael Kaneko             | Michael Kaneko0              | 3:44  |
| 4.        | 「LEVEL UP!」      | BBY NABE、Charlu Matt Cab（作詞）                                         | Matt Cab、R.I.K            | Matt Cab & BBY NABE & Charlu | 3:02  |
| 5.        | 「ゴーストダイブ」 | 雫 Pokémon Music Collective（作詞）                                       | ポルカドットスティングレイ | ポルカドットスティングレイ   | 3:17  |
| 合計時間: | 合計時間:          | 合計時間:                                                                 | 合計時間:                  | 合計時間:                    | 16:00 |

| #  | タイトル                                             | 作詞 | 作曲・編曲 | 備考                                                               |
| -- | ---------------------------------------------------- | ---- | ---------- | ------------------------------------------------------------------ |
| 1. | 「うたう」(Music Video)                              |      |            | ディレクター：tos (A4A) 出演：カビゴン、白水ひより                 |
| 2. | 「One and Only」(Music Video)                        |      |            | ディレクター：KWON YONGSOO                                         |
| 3. | 「ゴーストダイブ」(Music Video - Ghost Pokémon Edit) |      |            | ディレクター：Eita Watanabe（maxilla） アニメ、イラスト：nekozemon |

## 楽曲解説
うたう
第1弾。2022年9月14日配信。作中の回復施設「ポケモンセンター」をイメージした楽曲。imaseのハイトーンボイスをゆったりとしたトラックに合わせている。
imaseにとって思い入れのあるソフト『ダイヤモンド・パール』をはじめとしたゲームサウンドがサンプリングされており、歌詞にもポケモンの名前が隠れている。
One and Only
第2弾。2023年7月12日配信。
1999
第3弾。2023年8月2日配信。タイトルは、Kanekoが初めて『ポケットモンスター』シリーズのゲームをプレイした年に由来する。
冒頭にはマサラタウンのBGM、サビ前の間奏にはゲーム内の様々な楽曲が使用されている。また、ゲームを通じて冒険することのワクワク感を人類初の偉業にたとえ、ニール・アームストロングの一説が入っている。
LEVEL UP!
第4弾。2023年8月30日配信。
ゴーストダイブ
第5弾。2023年9月20日配信。ボーカルの雫が特に好んでいるゴーストタイプのポケモンを題材としており、それと関連するシオンタウンおよび「アセロラの試練」のBGMをメインに使用している。このほか、ゴーストタイプのポケモンの「とくせい」が歌詞に入っているほか、ポケモンの鳴き声や効果音も使用されている。